# Wonder Boy III: The Dragon's Trap
Wonder Boy III: The Dragon's Trap (モンスターワールドII ドラゴンの罠 Monsutā Wārudo II Doragon no Wana?, lit. "Monster World II Dragon's Trap") är ett  plattforms och äventyrsspel utvecklat av Westone och utgivet av Sega till Sega Master System 1989 och till Sega Game Gear 1992 som Monster World II: Dragon no Wana. Spelet porterades av Hudson Soft 1991 och släpptes till PC Engine i Japan under namnet Adventure Island och till Turbografx-16 i Nordamerika under titeln Dragon's Curse. Spelet porterades 1993 av brasilianska Tec Toy under titeln Turma da Mônica em o Resgate, och spelet ändrades då till att innehålla figurer från den brasilianska serietidningen Turma de Mônica.

## Handling
Spelet utspelar sig efter Wonder Boy in Monster Land. Då Tom-Tom besegrat MEKA-draken, kastar draken en förbannelse över honom, och förvandlar honom till en ödle-människa. För att återfå sin mänskliga form måste han hitta "Salamanderkorset", som finns gömt hos en vampyrdrake.

### Fotnoter
1. ↑  ”Wonder Boy III: The Dragon's Trap” (på engelska). Mobygames. 11 mars 1989. http://www.mobygames.com/game/wonder-boy-iii-the-dragons-trap. Läst 13 juni 2014.